# 1985-ös jégkorong-világbajnokság
Az 1985-ös jégkorong-világbajnokság az 50. világbajnokság volt, amelyet a Nemzetközi Jégkorongszövetség szervezett. A vb-ken a csapatok három szinten vettek részt. A világbajnokságok végeredményei alapján alakult ki az 1986-os jégkorong-világbajnokság csoportjainak mezőnye.

## A csoport
1–8. helyezettek
- Csehszlovákia – Világbajnok
- Kanada
- Szovjetunió
- Egyesült Államok
- Finnország
- Svédország
- NSZK
- NDK – Kiesett a B csoportba

## B csoport
9–16. helyezettek
- Lengyelország – Feljutott az A csoportba
- Svájc
- Olaszország
- Ausztria
- Japán
- Hollandia
- Norvégia – Kiesett a C csoportba
- Magyarország – Kiesett a C csoportba

## C csoport
17–24. helyezettek
- Franciaország – Feljutott a B csoportba
- Jugoszlávia – Feljutott a B csoportba
- Kína
- Románia
- Dánia
- Bulgária
- Észak-Korea
- Spanyolország